# 佐佐木久美 (偶像艺人)
佐佐木久美（日语：／ Sasaki Kumi */?，1996年1月22日—）是日本女藝人，為女子偶像組合日向坂46前成員及第一任隊長，千葉縣出身，所屬經紀公司為Seed & Flower。曾是時尚雜誌《Ray》專屬模特兒。2016年以平假名櫸坂46一期生身分出道。2025年4月6日自日向坂46畢業。

## 經歷
2016年5月8日，通過平假名櫸坂46一期生徵選，並在13日SHOWROOM直播中首次披露。
2017年8月5日，平假名櫸坂46在東京台場舉行的TOKYO IDOL FESTIVAL登台表演，但成員當天的表現缺乏活力，舞步上也有不少失誤。表演結束回到後台休息室後，佐佐木見到成員們缺乏危機感，因而以哭的方式動怒，下重話說「大家難道不後悔嗎？」（悔しくないの？みんな本当に），現場空氣瞬間凝結。此事件後來隨著團體紀實本《日向坂46 Story》的發行、以及現場影像的公開而為人所知，成為平假名櫸坂46草創期的象徵性事件。
2017年10月20日至12月29日，以本人的角色參與平假名櫸坂46一期生主演的電視劇《Re:Mind》，是首次主演電視劇。
2018年3月，從大學畢業。6月3日，在SHOWROOM直播節目上，獲營運方任命為平假名櫸坂46隊長。
2019年2月11日，平假名櫸坂46改名並獨立為日向坂46，佐佐木續任為隊長。同月14日，獲宣布成為時尚雜誌《Ray》專屬模特兒，從4月號開始登場。
2020年10月28日，開始擔任綜藝節目《預言家》的主持人，也是首次主持綜藝節目。此外，截至10月31日，她單獨出演電視節目的次數達到65次，這在日向坂46成員中僅次於佐佐木美玲的77次，排名第二。
2021年10月6日，開始擔任綜藝節目《2分59秒》的主持人。
2022年3月27日，開設個人Instagram帳號。
2023年9月25日播出的《在日向坂見面吧》，佐佐木獲宣布擔任第2張專輯《脈動的感情》主打曲《你從零變為一吧》的Center，這是她首次擔任日向坂46主打歌（包含單曲及專輯）的Center，也是坂道系列團體首次由隊長擔任主打歌的中心成員。
2025年1月6日，在日向坂46官網的個人部落格中宣布將於第13張單曲《只有畢業照才知道》的活動結束後畢業。3月22日發行的《Ray》5月號，從擔任約六年的雜誌專屬模特畢業。3月25日，發行首本個人寫真集《流轉的時光》（めくる日々），於馬來西亞蘭卡威拍攝。以1.6萬本的銷量獲得Oricon公信榜的書籍週榜寫真集部門第1位。3月31日，於日向坂46的冠名節目《在日向坂見面吧》中舉辦佐佐木的畢業環節，節目最後由主持人奧黛麗給與畢業證書，也是最後一次出演該節目。4月6日，於橫濱球場舉行的「第6次的日向誕祭」中舉辦畢業典禮，正式從日向坂46畢業，結束約9年的偶像生涯。4月30日，於日向坂46官方網站發布最後一篇部落格。5月4日，開設個人官方網站、X帳號，以及官方粉絲俱樂部。5月31日，佐佐木位於日向坂46官方網站內的個人部落格正式關閉。

## 人物
- 暱稱為久美（くみ）、木久醬（きくちゃん）、佐佐久（ささく）、久美天（くみてん）、Caplin（きゃぷりん）[註 1]。
- 特技為小號、包裝禮物[47]、芭蕾舞。
- 喜歡的食物是珍珠奶茶[48]、軟糖[47]。
- 讀賣巨人棒球隊的球迷[49]，特別仰慕選手矢野謙次[50]。
- 在3期生高橋未來虹（日语：髙橋未来虹）加入前，為日向坂46全團身高最高的成員[47]。
- 在團體中和同為1期生的加藤史帆關係很好[51]。加藤曾在冠名節目上稱佐佐木是自己的「相棒」（意為拍檔）[52]。
- 搞笑藝人愛好者[53]，除了會模仿許多搞笑藝人的段子（ネタ），也曾在多個電視節目上披露自己對於搞笑的愛好。
- 有一個哥哥[54][55]。
- 原本就很喜歡乃木坂46，也曾想參加櫸坂46的徵選，但當時心想太難了而放棄，之後卻一直後悔著。因為坂道系列的徵選不常舉辦加上徵選的年齡上限是20歲，所以當時覺得可能再也沒有報名的機會。正當要放棄時，平假名櫸坂46的徵選開始了，於是馬上報名[56]。
- 自我介紹詞（Catch Phrase）是是「喜歡軟糖的久美」（グミが好きな久美）[57]。
- 平假名櫸坂46時代與潮紗理菜（日语：潮紗理菜）、加藤史帆、高本彩花、齊藤京子組成5人企劃小隊「Lima Cantik」（りまちゃんちっく）[58]。

## 演唱歌曲
標註「★」符號者，表示該首歌曲有拍攝MV。

### 單曲選拔樂曲
日向坂46
|      | 發行日期       | 單曲名稱              | 參與歌曲名稱              | 名義        | 收錄於 | MV | 備註               |
| ---- | -------------- | --------------------- | ------------------------- | ----------- | ------ | -- | ------------------ |
| 1st  | 2019年03月27日 | 心動了                | 心動了                    |             | 全版本 | ★  | A面曲              |
| 1st  | 2019年03月27日 | 心動了                | JOYFUL LOVE               |             | 全版本 | ★  |                    |
| 1st  | 2019年03月27日 | 心動了                | 滑到耳邊的淚水            | （1期生）   | Type-A |    |                    |
| 1st  | 2019年03月27日 | 心動了                | Footsteps                 | 淺草姊妹    | Type-B | ★  |                    |
| 1st  | 2019年03月27日 | 心動了                | 悸動草                    |             | Type-C | ★  |                    |
| 2nd  | 2019年07月17日 | Do Re Mi Sol La Si Do | Do Re Mi Sol La Si Do     |             | 全版本 | ★  | A面曲              |
| 2nd  | 2019年07月17日 | Do Re Mi Sol La Si Do | 狐狸                      |             | 全版本 | ★  |                    |
| 2nd  | 2019年07月17日 | Do Re Mi Sol La Si Do | My god                    | （1期生）   | Type-A |    | 首次擔任歌曲Center |
| 3rd  | 2019年10月02日 | 如此喜歡你可以嗎？    | 如此喜歡你可以嗎？        |             | 全版本 | ★  | A面曲              |
| 3rd  | 2019年10月02日 | 如此喜歡你可以嗎？    | 真正的時間                |             | 全版本 | ★  |                    |
| 3rd  | 2019年10月02日 | 如此喜歡你可以嗎？    | 媽媽的洋裝                | Lima Cantik | Type-C | ★  |                    |
| 3rd  | 2019年10月02日 | 如此喜歡你可以嗎？    | 川流不止息                |             | 通常盤 |    |                    |
| 4th  | 2020年02月19日 | 才沒這回事呢          | 才沒這回事呢              |             | 全版本 | ★  | A面曲              |
| 4th  | 2020年02月19日 | 才沒這回事呢          | 青春之馬                  |             | 全版本 | ★  |                    |
| 4th  | 2020年02月19日 | 才沒這回事呢          | 喜歡的意思是…             | （1期生）   | Type-A |    |                    |
| 4th  | 2020年02月19日 | 才沒這回事呢          | 即使不開窗                |             | Type-B | ★  |                    |
| 5th  | 2021年05月26日 | 只有你最強            | 只有你最強                |             | 全版本 | ★  | A面曲              |
| 5th  | 2021年05月26日 | 只有你最強            | 聲音的足跡                |             | 全版本 | ★  |                    |
| 5th  | 2021年05月26日 | 只有你最強            | 怎麼辦？怎麼辦？怎麼辦？  | （1期生）   | Type-C | ★  |                    |
| 5th  | 2021年05月26日 | 只有你最強            | 巨大的夢想壓垮了我        |             | 通常盤 |    |                    |
| 6th  | 2021年10月27日 | 話說                  | 話說                      |             | 全版本 | ★  | A面曲              |
| 6th  | 2021年10月27日 | 話說                  | 無論多少次無論多少次      |             | 全版本 | ★  |                    |
| 6th  | 2021年10月27日 | 話說                  | 意想不到的雙虹            |             | Type-A |    |                    |
| 6th  | 2021年10月27日 | 話說                  | 傷停補時                  |             | 通常盤 |    |                    |
| 7th  | 2022年06月01日 | 我這種人              | 我這種人                  |             | 全版本 | ★  | A面曲              |
| 7th  | 2022年06月01日 | 我這種人              | 飛機雲的形成理由          |             | 全版本 | ★  |                    |
| 7th  | 2022年06月01日 | 我這種人              | 深夜的懺悔大會            | （1期生）   | Type-C | ★  |                    |
| 7th  | 2022年06月01日 | 我這種人              | 不知不覺被愛著            |             | 通常盤 |    |                    |
| 8th  | 2022年10月26日 | 星月共舞的Midnight    | 星月共舞的Midnight        |             | 全版本 | ★  | A面曲              |
| 8th  | 2022年10月26日 | 星月共舞的Midnight    | HEY！OHISAMA！            |             | 全版本 |    |                    |
| 8th  | 2022年10月26日 | 星月共舞的Midnight    | 一生一次的夏天            |             | 通常盤 |    |                    |
| 9th  | 2023年04月19日 | One choice            | One choice                |             | 全版本 | ★  | A面曲              |
| 9th  | 2023年04月19日 | One choice            | 戀愛逃之夭夭              |             | 全版本 | ★  |                    |
| 9th  | 2023年04月19日 | One choice            | 愛唯我擁有                | （1期生）   | Type-A |    |                    |
| 9th  | 2023年04月19日 | One choice            | 朋友啊 是夜空中第一顆星星 |             | 通常盤 | ★  |                    |
| 10th | 2023年07月26日 | Am I ready?           | Am I ready?               |             | 全版本 | ★  | A面曲              |
| 10th | 2023年07月26日 | Am I ready?           | 接觸與感情                |             | Type-A |    |                    |
| 10th | 2023年07月26日 | Am I ready?           | 充滿骨架的暑假            | （1期生）   | Type-B |    |                    |
| 10th | 2023年07月26日 | Am I ready?           | 玻璃窗髒了                |             | 通常盤 | ★  |                    |
| 11th | 2024年05月08日 | 你是蜜瓜              | 你是蜜瓜                  |             | 全版本 | ★  | A面曲              |
| 11th | 2024年05月08日 | 你是蜜瓜              | 緊隨我後                  |             | 通常盤 | ★  |                    |
| 12th | 2024年09月18日 | 絕對第六感            | 絕對第六感                |             | 全版本 | ★  | A面曲              |
| 12th | 2024年09月18日 | 絕對第六感            | 永遠的蘇菲亞              |             | Type-A |    |                    |
| 13th | 2025年01月29日 | 只有畢業照才知道      | 只有畢業照才知道          |             | 全版本 | ★  | A面曲              |
| 13th | 2025年01月29日 | 只有畢業照才知道      | 孤獨的人們啊              |             | Type-A |    |                    |
| 13th | 2025年01月29日 | 只有畢業照才知道      | Instead of you            | （1期生）   | Type-D |    |                    |

平假名櫸坂46
| 發行日期       | 歌名                 | 名義                | 收錄於                       | MV | 備註 |
| -------------- | -------------------- | ------------------- | ---------------------------- | -- | ---- |
| 2016年08月10日 | 平假名櫸             | 平假名櫸坂46        | 櫸坂46《世界上只有愛》通常盤 |    |      |
| 2016年11月30日 | 跳得比誰都還高！     | 平假名櫸坂46        | 櫸坂46《兩人季節》Type-B     | ★  |      |
| 2017年04月05日 | W-KEYAKIZAKA之詩     | 櫸&平假名櫸坂組     | 櫸坂46《不協和音》全版本     | ★  |      |
| 2017年04月05日 | 穩定交往中           | 平假名櫸坂46        | 櫸坂46《不協和音》Type-D     | ★  |      |
| 2017年10月25日 | 依然要前進           | 平假名櫸坂46第1期生 | 櫸坂46《就算風吹》全版本     | ★  |      |
| 2017年10月25日 | NO WAR in the future | 平假名櫸坂46        | 櫸坂46《就算風吹》Type-B     |    |      |
| 2018年03月07日 | 看著當下             | 平假名櫸坂46第1期生 | 櫸坂46《打破玻璃！》Type-B   | ★  |      |
| 2018年08月15日 | 快樂氛圍             | 平假名櫸坂46        | 櫸坂46《矛盾心理》Type-B     | ★  |      |
| 2019年02月27日 | 想對你說的話         | 平假名櫸坂46        | 櫸坂46《黑羊》全版本         | ★  |      |
| 2019年02月27日 | 擁抱你               | 平假名櫸坂46        | 櫸坂46《黑羊》Type-B         |    |      |

### 專輯選拔樂曲
日向坂46
|     | 發行日期       | 專輯名稱   | 參與歌曲名稱              | 名義 | 收錄於 | 備註                   |
| --- | -------------- | ---------- | ------------------------- | ---- | ------ | ---------------------- |
| 1st | 2020年09月23日 | HINATAZAKA | 心機小可愛                |      | 全版本 | ★                      |
| 1st | 2020年09月23日 | HINATAZAKA | 跳得比誰都還高！2020      |      | Type-A |                        |
| 1st | 2020年09月23日 | HINATAZAKA | 日向坂                    |      | Type-A |                        |
| 1st | 2020年09月23日 | HINATAZAKA | NO WAR in the future 2020 |      | Type-B |                        |
| 1st | 2020年09月23日 | HINATAZAKA | 不顧一切地                |      | Type-B |                        |
| 1st | 2020年09月23日 | HINATAZAKA | My fans                   |      | Type-B |                        |
| 1st | 2020年09月23日 | HINATAZAKA | 約定之卵 2020             |      | 通常盤 |                        |
| 2nd | 2023年11月08日 | 脈動的感情 | 你從零變為一吧            |      | 全版本 | ★ 首次擔任主打曲Center |
| 2nd | 2023年11月08日 | 脈動的感情 | 最初的白晝                |      | Type-A |                        |

平假名櫸坂46
|     | 發行日期       | 專輯名稱   | 參與歌曲名稱             | 名義        | 收錄於 | 備註           |
| --- | -------------- | ---------- | ------------------------ | ----------- | ------ | -------------- |
| 1st | 2018年06月20日 | 起跑的瞬間 | 沒有期待的自己           |             | 全版本 | ★              |
| 1st | 2018年06月20日 | 起跑的瞬間 | 不准敲門！               |             | Type-A |                |
| 1st | 2018年06月20日 | 起跑的瞬間 | 萬聖節的南瓜破了         | Lima Cantik | Type-A |                |
| 1st | 2018年06月20日 | 起跑的瞬間 | 約定之卵                 |             | Type-A |                |
| 1st | 2018年06月20日 | 起跑的瞬間 | 男性朋友                 | （獨唱曲）  | Type-B | 個人首支獨唱曲 |
| 1st | 2018年06月20日 | 起跑的瞬間 | 來到夏天的邊界線         | （1期生）   | Type-B |                |
| 1st | 2018年06月20日 | 起跑的瞬間 | 像車輪摩擦般哭泣的你     |             | Type-B |                |
| 1st | 2018年06月20日 | 起跑的瞬間 | 到底是誰強迫這樣的排隊？ | （1期生）   | 通常盤 |                |
| 1st | 2018年06月20日 | 起跑的瞬間 | 平假名的戀愛             |             | 通常盤 |                |

櫸坂46
|     | 發行日期       | 專輯名稱 | 參與歌曲名稱         | 名義            | 收錄於 | 備註                             |
| --- | -------------- | -------- | -------------------- | --------------- | ------ | -------------------------------- |
| 1st | 2017年07月19日 | 抹黑純真 | 沉默的戀人啊         | Lima Cantik     | Type-A |                                  |
| 1st | 2017年07月19日 | 抹黑純真 | 貓咪的名字           |                 | Type-A | 與菅井友香、守屋茜、加藤史帆合唱 |
| 1st | 2017年07月19日 | 抹黑純真 | 太陽不會選擇抬頭的人 | 櫸&平假名櫸坂組 | Type-A |                                  |
| 1st | 2017年07月19日 | 抹黑純真 | 永遠的白線           | 平假名櫸坂46    | Type-B |                                  |

## 演出

### 電視劇
- Re:Mind（2017年10月20日－12月29日，東京電視台）：飾演 佐佐木久美[9]
- DASADA系列（日本電視台）：飾演 立花百合子（立花ゆりこ）[59]
  - DASADA（2020年1月16日－3月19日）[60]
  - DASADA 〜迎向未來的倒數計時〜（2020年7月2日－9月10日）[61]

### 電視節目
- Next Baseball（2020年7月25日、11月20日、12月26日，光TV、dTV）- 助理[62]
- 預言家（2020年10月28日－2021年9月30日，朝日電視台）- MC[63]
- 2分59秒（2021年10月28日－2022年10月20日，テレビ朝日）- MC[64]
- 運動即時直播～SPORTS Real&Live～（2024年4月6日－，東京電視台）- MC[65][66]

### 網絡節目
- eBASEBALL職業A聯賽 第4節 DeNA vs 巨人（2022年11月26日，YouTube）[67]

### 舞台劇
- 殘美〜Theater's end〜（2019年2月7日－2月17日，天王洲 銀河劇場）：飾演 未来（TEAM GREEN）[68]

### 廣播
- LOGISTEED RADIONOMICS（2024年4月5日－，J-WAVE）- 主持人[69][70]

### 活動
- TOKYO交通安全宣傳活動 開幕儀式（2017年11月30日，六本木新城競技場）[71]
- Girls Award
  - Rakuten Girls Award 2018 AUTUMN/WINTER（2018年9月16日，幕張展覽館）[72]
  - Rakuten GirlsAward 2019 SPRING / SUMMER（2019年5月18日，幕張展覽館）[73]
  - Rakuten GirlsAward 2019 AUTUMN / WINTER（2019年9月28日，幕張展覽館）[74]
  - Rakuten GirlsAward 2022 SPRING / SUMMER（2022年5月14日，幕張展覽館）[75]
  - Rakuten GirlsAward 2023 SPRING / SUMMER（2023年5月4日，國立代代木競技場第一体育館）[76]
  - Rakuten GirlsAward 2023 AUTUMN / WINTER（2023年9月30日，幕張展覽館）[77]
  - Rakuten GirlsAward 2024 SPRING / SUMMER（2024年5月3日，國立代代木競技場第一体育館）[78]
- 東京女孩展演
  - Mynavi presents 第27回 Tokyo Girls Collection 2018 AUTUMN/WINTER（2018年9月1日，埼玉超級競技場）[79]
  - TGC KITAKYUSHU 2018 by TOKYO GIRLS COLLECTION（2018年10月6日，西日本綜合展示場）[80]
  - SDGs 推進 TGC 靜岡 2019 by TOKYO GIRLS COLLECTION（2019年1月12日，Twin Messe靜岡）[81]
  - Mynavi presents 第28回 Tokyo Girls Collection 2019 SPRING/SUMMER（2019年3月30日，橫濱體育館）[82]
  - TGC KUMAMOTO 2019 by TOKYO GIRLS COLLECTION（2019年4月20日，Grand Messe熊本）[83]
  - TGC TOYAMA 2019 by TOKYO GIRLS COLLECTION（2019年7月27日，富山市綜合体育館）[84]
  - Mynavi presents 第29回 Tokyo Girls Collection 2019 AUTUMN/WINTER（2019年9月7日，埼玉超級競技場）[85]
  - TGC KITAKYUSHU 2019 by TOKYO GIRLS COLLECTION（2019年10月5日，西日本綜合展示場）[86]
  - SDGs推進 TGC 靜岡 2020 by TOKYO GIRLS COLLECTION（2020年1月11日，Twin Messe靜岡）[87]
  - 第30回 Mynavi Tokyo Girls Collection 2020 SPRING / SUMMER（2020年2月29日，國立代代木競技場第一體育館）[88]
- 第31回 Mynavi Tokyo Girls Collection 2020 AUTUMN / WINTER ONLINE（2020年9月5日，網絡直播）[89]
  - 第32回 Mynavi Tokyo Girls Collection 2021 SPRING / SUMMER（2021年2月28日，網絡直播）[90]
  - 第33回 Mynavi Tokyo Girls Collection 2021 AUTUMN / WINTER（2021年9月4日，網絡直播）[91]
  - 第34回 Mynavi Tokyo Girls Collection 2022 SPRING / SUMMER（2022年3月21日，國立代代木競技場第一體育館）[92]
  - 第35回 Mynavi Tokyo Girls Collection 2022 AUTUMN / WINTER（2022年9月3日，埼玉超級競技場）[93]
  - SDGs推進 TGC 靜岡 2023 by TOKYO GIRLS COLLECTION（2023年1月14日，Twin Messe）[94]
  - oomiya presents TGC WAKAYAMA 2023 by TOKYO GIRLS COLLECTION（2023年2月11日，和歌山大鯨）[95]
  - 第36回 Mynavi Tokyo Girls Collection 2023 SPRING / SUMMER（2023年3月4日，國立代代木競技場第一体育館）[96]
  - 第37回 Mynavi Tokyo Girls Collection 2023 AUTUMN / WINTER（2023年9月2日，埼玉超級競技場）[97]
- 殘美 THE ROOM 最後的選擇（2019年7月31日－8月11日，澀谷HIKARIE）[98]
- 讀賣巨人 vs 中日龍 開球儀式（2019年9月3日，新潟縣立棒球場）[99]
- TOKYO UNICOLLE 2019 日本應援宣言（2019年11月9日，六本木新城競技場）[100]
- 讀賣巨人 vs 歐力士猛牛 開球儀式（2024年6月7日，東京巨蛋）[101][102]

## 書籍

### 寫真集
- 流轉的時光（めくる日々；2025年3月25日，DONUTS）[103][104]

### 雜誌連載
- Ray（2019年2月14日－2025年3月22日）- 專屬模特兒[14]

### 網絡連載
- 美術展ナビ「渦巻くアート」（2025年7月4日－）[105]

## 外部鏈結
- 佐佐木久美官方網站（日語）
- 佐佐木久美官方FC（日語）
- 佐佐木久美的Instagram帳戶（2022年3月27日－）（日語）
- 佐佐木久美的X（前Twitter）（2025年5月4日－）（日語）

日向坂46時期
- 日向坂46個人介紹頁（日語）
- 佐佐木久美 官方部落格 - 日向坂46官方網站（2016年8月2日－2025年5月31日）（日語）
- 佐佐木 久美（日向坂46）的SHOWROOM專頁（日語）
- 日向坂46佐佐木久美1st寫真集《流轉的時光》【公式】的X（前Twitter）（2025年1月17日－）（日語）